# Distretto di Bobrovycja
Il distretto di Bobrovycja (in ucraino Бобровицький район?) era un distretto (rajon) dell'Ucraina, situato nell'oblast' di Černihiv. Il suo capoluogo era Bobrovycja.
È stato soppresso con la riforma amministrativa del 2020.